# Gálipe
Coordenadas: 35°16′43″N 25°16′02″E / 35.27861, 25.26722

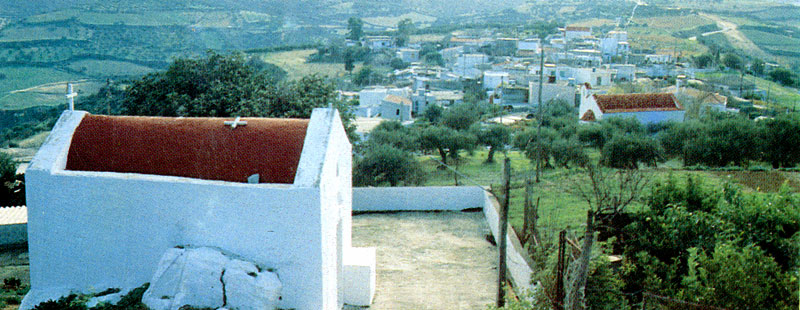
Vista panorámica de Gálipe.

Gálipe (en griego: Γάλιπε) es un pueblo del municipio de Episkopi, provincia de Pediada, en la unidad periférica de Heraclión de Creta, en Grecia. Se encuentra a una altitud de 280 m. y 21 km de Heraclión. La economía del pueblo se basa principalmente en la agricultura. Los cultivos principales son vides (principalmente para la producción de uva pasas y en segundo lugar para el vino) y olivos para la producción de aceite de oliva. La población es 150 habitantes, según el censo de 2001.

## Historia y estadística
La mención más antigua del pueblo se encuentra durante la ocupación veneciana, en el tratado de 1299 entre Venecia y el jefe de los rebeldes, Alexis Kalergis, como un protectorado de veneciano “Jano Michael”. Sin embargo, el pueblo debe ser más antiguo. Esto se justifica por su nombre de origen árabe, que se remonta a antes de la 2ª época bizantina. Es mencionado en un documento de las 1368, del Archivo Ducal de Jantakas (Heraclión) como un protectorado de “Petro Zampani”, que lo transmite a su hijo mudo, Marinello.
En 1577, se menciona, por Francesco Barozzi, en la provincia de Pediada y en 1583 por "Kastrofilakas", con 295 habitantes. Es mencionado también en 1630, por Basilicata (Galipe). En el censo démografico turco de 1671 con 55 jaratsa y en el censo egipcio de 1834 (como, Ghálipi) con 15 familias de cristianos y 10 familias de musulmanes. En el censo de 1881, se refiere en el municipio de Episkopi, con 123 familias cristianas y 128 musulmanas. En 1900 pertenece en el mismo municipio, mientras que en 1928 es la sede de un municipio rural del mismo nombre y 193 residentes. En 1928 pertenece a la comunidad de Galifa, con 224 residentes. En 1940 pertenece a la comunidad de Kenourgio Jorio, con 238 residentes y se mantendrá en esa comunidad hasta la aplicación del "Plan de Kapodistrias "(Ley 2539/1997). Después ha sido una parte del municipio de Episkopi. En el censo de 2001 han registrado 150 residentes.

## Monumentos

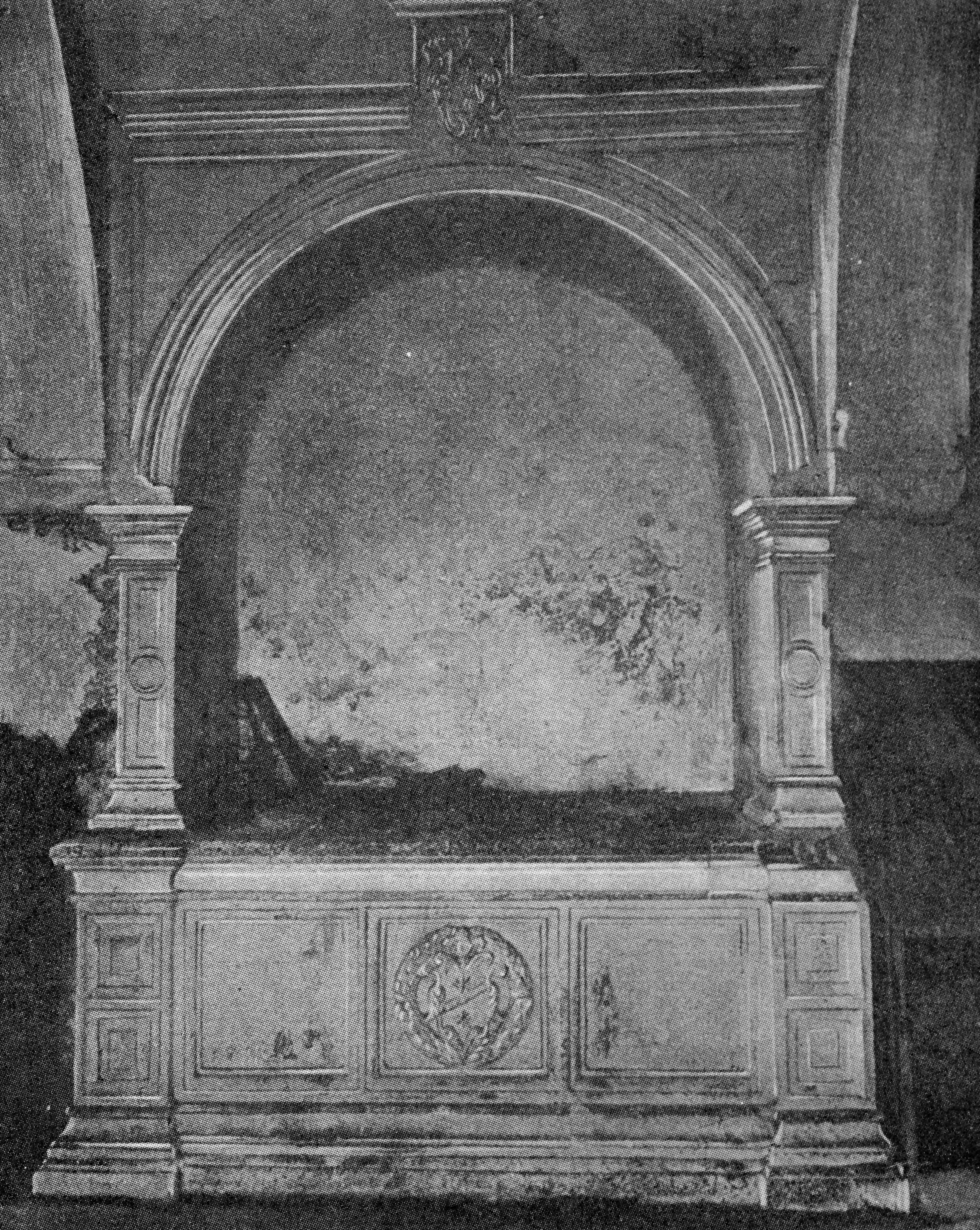
El sarcófago veneciano en Galipe, como ha sido fotografiada por el arqueólogo italiano Giuseppe Gerola.

En el dintel del antigua iglesia de Agios Nikolaos (San Nicolás), hay una corona relieve del siglo XV. En la iglesia dedicada a la Dormición de la Virgen, hay un monumento funerario veneciano (sarcófago) que data del siglo XVI, en el que hay blasones en relieve. Uno de ellos representa un león con una espada que probablemente representa "el león de San Marcos", símbolo de Venecia. Este específico relieve está presente también en el tejado de la iglesia, sobre el coro.